# Sophie Bray

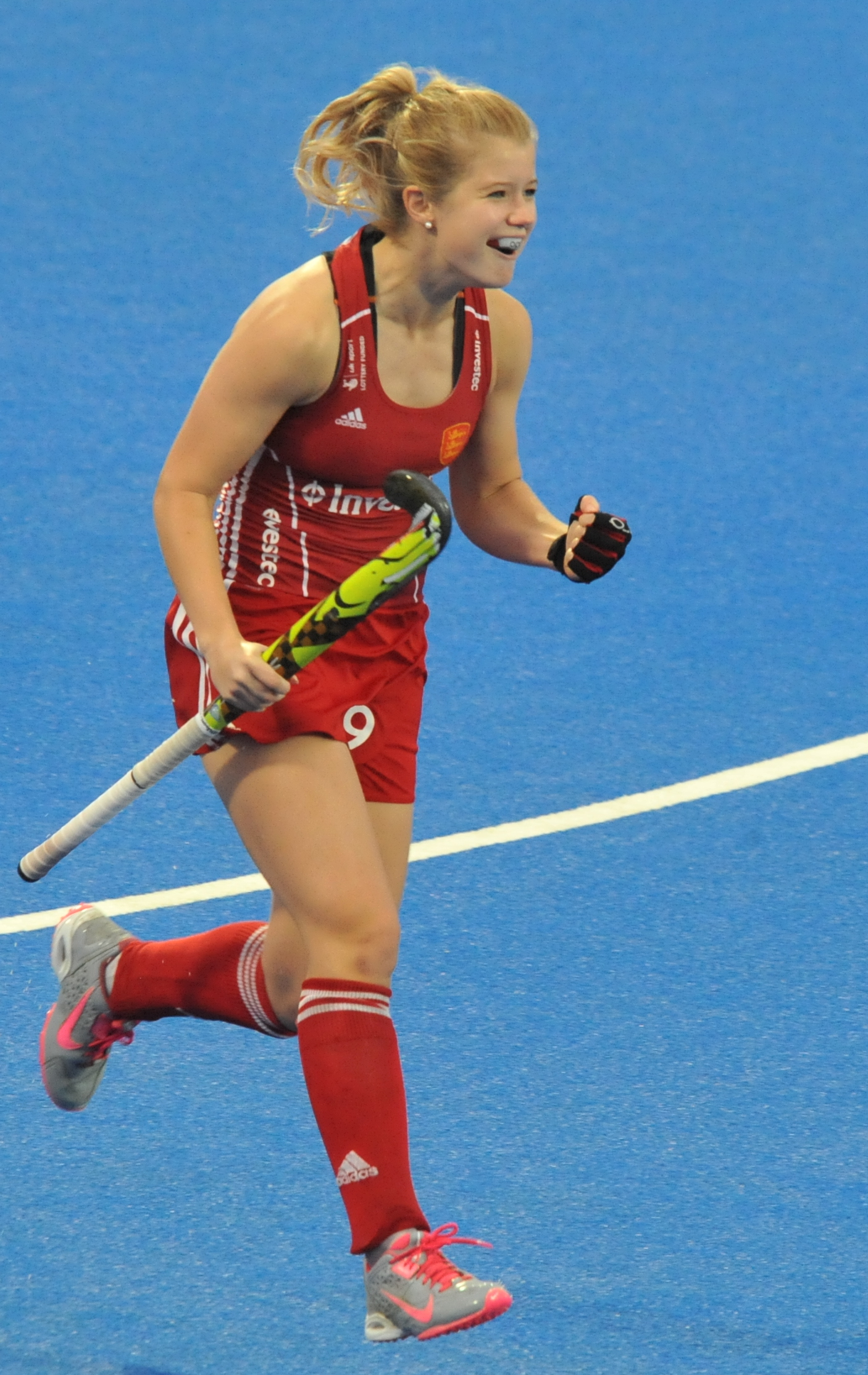
Sophie Bray im Finale der Europameisterschaft 2015

Sophie Charlotte Bray, MBE (* 12. Mai 1990 in Frankreich) ist eine britische Hockeyspielerin. Sie war Olympiasiegerin bei den Olympischen Spielen 2016 und Europameisterin 2015.

## Leben
Die 1,64 m große Sophie Bray debütierte 2013 in der englischen Nationalmannschaft. Bei der Weltmeisterschaft 2014 in Den Haag belegten die Engländerinnen in ihrer Vorrundengruppe den letzten Platz und klassierten sich als Elfte von zwölf Mannschaften. Anderthalb Monate später fanden in Glasgow die Commonwealth Games 2014 statt. Die Engländerinnen belegten in ihrer Vorrundengruppe den zweiten Platz hinter den australischen Damen. Nach einem Halbfinalsieg über die Neuseeländerinnen trafen die Engländerinnen im Finale wieder auf die australische Mannschaft und unterlagen im Shootout. 2015 war London Austragungsort der Europameisterschaft. Die Engländerinnen gewannen ihre Vorrundengruppe vor den Deutschen und bezwangen im Halbfinale die spanische Mannschaft. Das Finale wurde im Shootout entschieden und die Engländerinnen gewannen gegen die Niederländerinnen.
Sophie Bray hatte bereits 2014 ihr erstes Länderspiel in der britischen Nationalmannschaft bestritten. Nach der Europameisterschaft 2015 trat sie bis zu den Olympischen Spielen 2016 in Rio de Janeiro nur in der britischen Mannschaft an. Beim Turnier in Rio de Janeiro gewannen die Niederländerinnen und die Britinnen jeweils ihre Vorrundengruppe. Die Britinnen erreichten das Finale mit Siegen über Spanien und Neuseeland. Die Entscheidung im Finale gegen die Niederländerinnen fiel einmal mehr im Shootout, die Britinnen gewannen die Goldmedaille.
Nach den Olympischen Spielen begann wieder die Zeit der englischen Nationalmannschaft. Bei der Europameisterschaft 2017 in Amstelveen gewannen die Engländerinnen Bronze vor den Deutschen. Im Frühjahr 2018 siegten die Engländerinnen bei den Commonwealth Games an der australischen Gold Coast im Spiel um Bronze gegen die indische Mannschaft. Mit fünf Treffern war Sophie Bray zusammen mit der Australierin Jodie Kenny erfolgreichste Torschützin des Turniers. Drei Monate später bei der Weltmeisterschaft in London unterlagen die Engländerinnen im Viertelfinale den Niederländerinnen. In der Gesamtwertung erreichten sie den sechsten Platz.